# Babo Amatúnio
Babo Amatúnio (em grego: Βάβος; romaniz.: Bábos) ou Babe (em armênio: Բաբ; romaniz.: Bab) foi um nobre armênio (nacarar) dos século VI, membro da família Amatúnio, que esteve ativo no reinado do xainxá Cosroes I (r. 531–579).

## Nome
Babo (Βάβος, Bábos) é a forma grega do armênio Babe (Բաբ, Bab), que derivou do persa médio Babe / Pape (Bāb / Pāp, "pai"), que por sua vez originou-se no iraniano antigo Babaina (*Bāb(a)-aina-; de *bāba-, "pai"). Está aparentado com Papa (Պապ, Pap), o nome do rei arsácida do século IV.

## Vida
A parentela de Babo é desconhecido, exceto que pertencia à família Amatúnio. Se sabe que era bispo e assinou duas cartas do católico João II (r. 557–576) endereçadas ao clero de Siúnia e Albânia a respeito da pregação do nestorianismo.